# 1912 în literatură
- 1911 în literatură — 1912 în literatură — 1913 în literatură

Anul 1912 în literatură a implicat o serie de noi cărți semnificative.

## Cărți noi
- Mary Antin - The Promised Land
- L. Frank Baum  - Sky Island
  - - Phoebe Daring
  - - Aunt Jane's Nieces on Vacation (ca "Edith Van Dyne")
  - - The Flying Girl and Her Chum (ca "Edith Van Dyne")
- Arnold Bennett - The Matador of the Five Towns
- E.F. Benson - Mrs. Ames
- Rhoda Broughton - Between Two Stools
- Mary Grant Bruce - Mates at Billabong
- Ivan Bunin - Dry Valley
- Edgar Rice Burroughs - Tarzan of the Apes
  - A Princess of Mars
- Willa Cather - Alexander's Bridge
- Joseph Conrad - The Secret Sharer
- Ethel M. Dell - Greatheart
- Sir Arthur Conan Doyle - The Lost World
- Theodore Dreiser  - The Financier
- Lord Dunsany - The Book of Wonder
- Edna Ferber - Buttered Side Down
- Anatole France - Les dieux ont soif
- R. Austin Freeman - The Singing Bone
  - The Mystery of 31 New Inn
- Elinor Glyn - Love Itself
  - Halcyone
  - The Reasons Why
- Sarah Grand  - Adnams Orchard
- Zane Grey - Riders of the Purple Sage
- Knut Hamsun - The Last Joy
- James Weldon Johnson - The Autobiography of an Ex-Colored Man
- Annie Fellows Johnston - Mary Ware's Promised Land
- Ada Leverson - Tenterhooks
- D. H. Lawrence - The Trespasser
- Stephen Leacock - Sunshine Sketches of a Little Town
- Sinclair Lewis - Hike and the Aeroplane (ca Tom Graham)
- Jack London - A Son of the Sun
  - The Scarlet Plague
- Thomas Mann - Death in Venice (Der Tod in Venedig)
- Lucy Maud Montgomery - Chronicles of Avonlea
- E. Nesbit - The Magic World
- E. Phillips Oppenheim - The Lighted Way
  - The Tempting of Tavernake
- Baroness Orczy
  - The Traitor
  - The Good Patriots
  - Fire in Stubble
  - Meadowsweet
- Beatrix Potter - The Tale of Mr. Tod
- Eleanor H. Porter - Miss Billy's Decision
- Saki - The Unbearable Bassington
- Henryk Sienkiewicz - In Desert and Wilderness
- James Stephens - The Crock of Gold
- Sui Sin Far - Mrs. Spring Fragrance
- Leo Tolstoy - Hadji Murat
- Hugh Walpole - The Prelude to Adventure
- Jean Webster - Daddy-Long-Legs
- H. G. Wells - Marriage
- Percy F. Westerman - The Quest of the "Golden Hope"
  - The Flying Submarine
  - Captured at Tripoli
  - The Sea Monarch
- Edith Wharton  - The Reef
- P.G. Wodehouse - The Prince and Betty
- Stefan Żeromski - The Faithful River

## Premii
- Premiul Nobel pentru Literatură: